# Kirchdorf (Svizzera)
Kirchdorf (toponimo tedesco) è un comune svizzero di 1 812 abitanti del Canton Berna, nella regione di Berna-Altipiano svizzero (circondario di Berna-Altipiano svizzero).

## Storia

Il vecchio stemma del comune

Il 1º gennaio 2018 ha inglobato i comuni soppressi di Gelterfingen, Mühledorf e Noflen.

## Monumenti e luoghi d'interesse
- Chiesa riformata (già di Sant'Orso), attestata dal 1228 e ricostruita nel 1872-1874[3].

## Società

### Evoluzione demografica
L'evoluzione demografica è riportata nella seguente tabella:
Abitanti censiti

## Geografia antropica

### Frazioni
- Gelterfingen[5]
  - Eggenhorn
  - Kramburg
- Mühledorf[6]
- Noflen[7]
  - Oberdorf
  - Stoffelsrüti
  - Unterdorf

## Amministrazione
Ogni famiglia originaria del luogo fa parte del cosiddetto comune patriziale e ha la responsabilità della manutenzione di ogni bene ricadente all'interno dei confini del comune.